# ديريك واين جونسون
ديريك واين جونسون (بالإنجليزية: Derek Wayne Johnson)‏ هو كاتب سيناريو ومخرج أمريكي، ولد في 23 فبراير 1983 في كارثاغ في الولايات المتحدة.

## وصلات خارجية
- ديريك واين جونسون على موقع IMDb (الإنجليزية)
- ديريك واين جونسون على موقع ألو سيني (الفرنسية)
- ديريك واين جونسون على موقع أول موفي (الإنجليزية)
- ديريك واين جونسون على موقع قاعدة بيانات الفيلم (الإنجليزية)
- ديريك واين جونسون على موقع كينوبويسك (الروسية)